# Pavel Ondračka
Pavel Ondračka (* 10. září 1954 Vsetín) je historik umění, kurátor, výtvarný kritik a vysokoškolský pedagog.

## Život
Po absolvování gymnázia ve Valašském Meziříčí (1969–1973) studoval na Filozofické fakultě Univerzity Palackého v Olomouci učitelství výtvarné výchovy, českého jazyka a literatury (prof. Ivo Hlobil, F. Dvořák, Alena Nádvorníková). Obhájil zde diplomovou práci Malíř Otakar Marvánek (1978) a rigorózní práci Malíř a výtvarný teoretik Otakar Marvánek (1980, PhDr.)
Po absolvování studia byl výtvarným redaktorem v Obchodních tiskárnách Kolín (1979–1982). V letech 1982–1993 pracoval jako těžař uranu v Uranových dolech Hamr. V 70. letech se pohyboval v okruhu undergroundového seskupení NH 929 v Přelouči, v 80. letech byl členem Jazzové sekce Svazu hudebníků a přispíval do samizdatových publikací. Jako kurátor připravil v 80. letech několik výstav v menších nezávislých galeriích (KD Příbram, MBÚ ČSAV, skleník zámku Boskovice, Galerie Opatov, RM Kolín). Spolupodílel se na přípravě první společné výstavy Volného seskupení 12/15 Pozdě, ale přece v zámecké jízdárně v Kolodějích roku 1988.
Působil jako výtvarný referent časopisu Tvorba (1981–1991), Literární měsíčník (1989–1990) a Tvorba (1990–1991). Publikoval v časopisech Ateliér, Host.
Od roku 1993 byl odborným asistentem Katedry teorií a dějin umění na FaVU VUT Brno, v letech 1997–1999 byl tamtéž vedoucím katedry, 1998–2003 proděkanem pro pedagogickou činnost, 2003–2007 proděkanem pro strategický rozvoj, od roku 2007 proděkanem pro strategický rozvoj a zahraniční styky. Byl členem Syndikátu novinářů (1990–1991), Unie výtvarných umělců (1991–1995) a členem Umělecké rady FaVU VUT (1998–2003).

## Dílo
Pavel Ondračka je jako výtvarný teoretik a publicista zaměřen na moderní a současné umění. Působí jako kurátor, správce uměleckých pozůstalostí a jako vysokoškolský pedagog.
Soustřeďuje se na výtvarníky své generace z okruhu skupiny 12/15 (Tomáš Švéda, Michael Rittstein, Petr Pavlík, Jiří Beránek, Kurt Gebauer) a na umělce činné v 60. letech (Jan Koblasa, Eva Kmentová). Do odborné literatury uvádí osobnosti stojící mimo pozornost oficiální výtvarné kritiky, jako byl Alva Hajn, Bohumír Komínek, Miroslava Zychová nebo Vladimír Jan Hnízdo.